# Chasse-sur-Rhône
 Chasse-sur-Rhône  es una localidad y comuna francesa, situada en departamento de Isère, en la región de Ródano-Alpes.Administrativamente, también depende del distrito de Vienne y cantón de Vienne-Nord.
Está integrada en la Communauté de communes du Pays Viennois.

## Demografía
| 3630 | 3529 | 3944 | 4378 | 4566 | 4795 |
| Para los censos de 1962 a 1999 la población legal corresponde a la población sin duplicidades (Fuente: INSEE [Consultar]) |      |      |      |      |      |

Pertenece a la aglomeración urbana de Lyon.

## Historia
El municipio de Chasse-sur-Rhône fue relacionado en otro tiempo con la comuna vecina de Seyssuel. Ambos municipios fueron separados en 1853.